# Lista över Japans signifikanta städer
Lista över Japans signifikanta städer

## Definition av signifikant stad i Japan
Enligt lagen om lokalt självstyre så finns tre speciella kategorier av städer i Japan där staden har ett utökat självstyre och därmed får utföra ett antal av de uppgifter som normalt sköts av prefekturen. För att bli en stad med en speciell status måste dels staden uppfylla vissa storleksvillkor, dels ansöka hos regeringen om att få bli tilldelad statusen.
De uppgifter som en stad kan få sköta i egen regi om statusen tillåter det är bland annat utbildning, hälsovård, företagstillstånd och stadsplanering. Normalt sköter staden mindre administrativa uppgifter och prefekturen ansvarar för de större besluten.
Den högsta kategorin är signifikant stad (japanska: 政令指定都市?, Seirei shitei toshi) som måste ha en befolkning större än 500 000.
En signifikant stad måste dela in staden i stadsdelar (japanska: 区?, ku) där distriktsförvaltningen övertar en del uppgifter som normalt sköts av stadsförvaltningen.
Beteckning ku används också för Tokyos stadsdelskommuner, men dessa ku har samma befogenheter som en stad. Orten Tokyo i sig är ingen stad enligt japansk lag och saknas därför i listan.
I april 2016 fanns det 20 signifikanta städer i Japan.

## Japans signifikanta städer
- Chiba
- Fukuoka
- Hamamatsu
- Hiroshima
- Kawasaki
- Kitakyushu
- Kobe
- Kumamoto
- Kyoto
- Nagoya
- Niigata
- Okayama
- Osaka
- Sagamihara
- Saitama
- Sakai
- Sapporo
- Sendai
- Shizuoka
- Yokohama